# Liste du patrimoine mondial aux États fédérés de Micronésie
Cet article recense les sites inscrits au patrimoine mondial dans les États fédérés de Micronésie.

## Statistiques
La Micronésie (États fédérés de Micronésie pour l'UNESCO) accepte la Convention pour la protection du patrimoine mondial, culturel et naturel le 22 juillet 2002. Le premier site protégé est inscrit en 2016, immédiatement inscrit sur la liste du patrimoine mondial en péril,.
En 2016, la Micronésie compte un seul site inscrit au patrimoine mondial, de type culturel.
Le pays a également soumis 2 sites à la liste indicative, culturels.

## Patrimoine mondial
Le site suivant est inscrit au patrimoine mondial.
| Id.  | Bien                                                     | État    | Année | Superficie (ha) | Critères et notes | Coordonnées                  | Illus. |
| ---- | -------------------------------------------------------- | ------- | ----- | --------------- | --- | ---------------------------- | ------ |
| 1503 | Nan Madol : centre cérémoniel de la Micronésie orientale | Pohnpei | 2016  | 76,7            | Culturel, (i), (iii), (iv), (vi) Le bien est inscrit sur la liste du patrimoine mondial en péril dès son inscription en 2016. | 6° 50′ 31″ N, 158° 19′ 55″ E |        |

## Liste indicative

### Proposition actuelle
Le bien suivant est inscrit sur la liste indicative de la Micronésie au début 2024. Le nom fourni par le pays est en anglais : la traduction en français est donnée ici à titre indicatif.
| Id.  | Bien                                           | État | Année | Critères et notes | Coordonnées                                               | Illus. |
| ---- | ---------------------------------------------- | ---- | ----- | --- | --------------------------------------------------------- | ------ |
| 1994 | Sites régionaux de la monnaie de pierre de Yap | Yap  | 2004  | Culturel, (i), (ii), (iii), (iv) Deux sites : banque de Mangyol et Tarang (en). Les Palaos ont proposé un bien complémentaire. | 9° 33′ 32″ N, 138° 10′ 01″ E 9° 31′ 37″ N, 138° 07′ 55″ E |        |

### Ancienne proposition
Le bien suivant n'a pas donné lieu à une inscription au patrimoine mondial et a été retiré par la Micronésie.
| Bien                                                                    | État            | Année       | Critères et notes | Coordonnées                  | Illus. |
| ----------------------------------------------------------------------- | --------------- | ----------- | --- | ---------------------------- | ------ |
| Centres cérémoniaux des premiers États micronésiens : Nan Madol et Lelu | Kosrae, Pohnpei | 2012 - 2016 | Culturel, (i), (iii), (iv), (v), (vi) Seul Nan Madol a donné lieu à une inscription au patrimoine mondial ; après cette inscription, le site de Lelu a été retiré de la liste indicative. | 5° 19′ 55″ N, 163° 01′ 30″ E |        |